# Sint-Isidoruskerk (Heibloem)

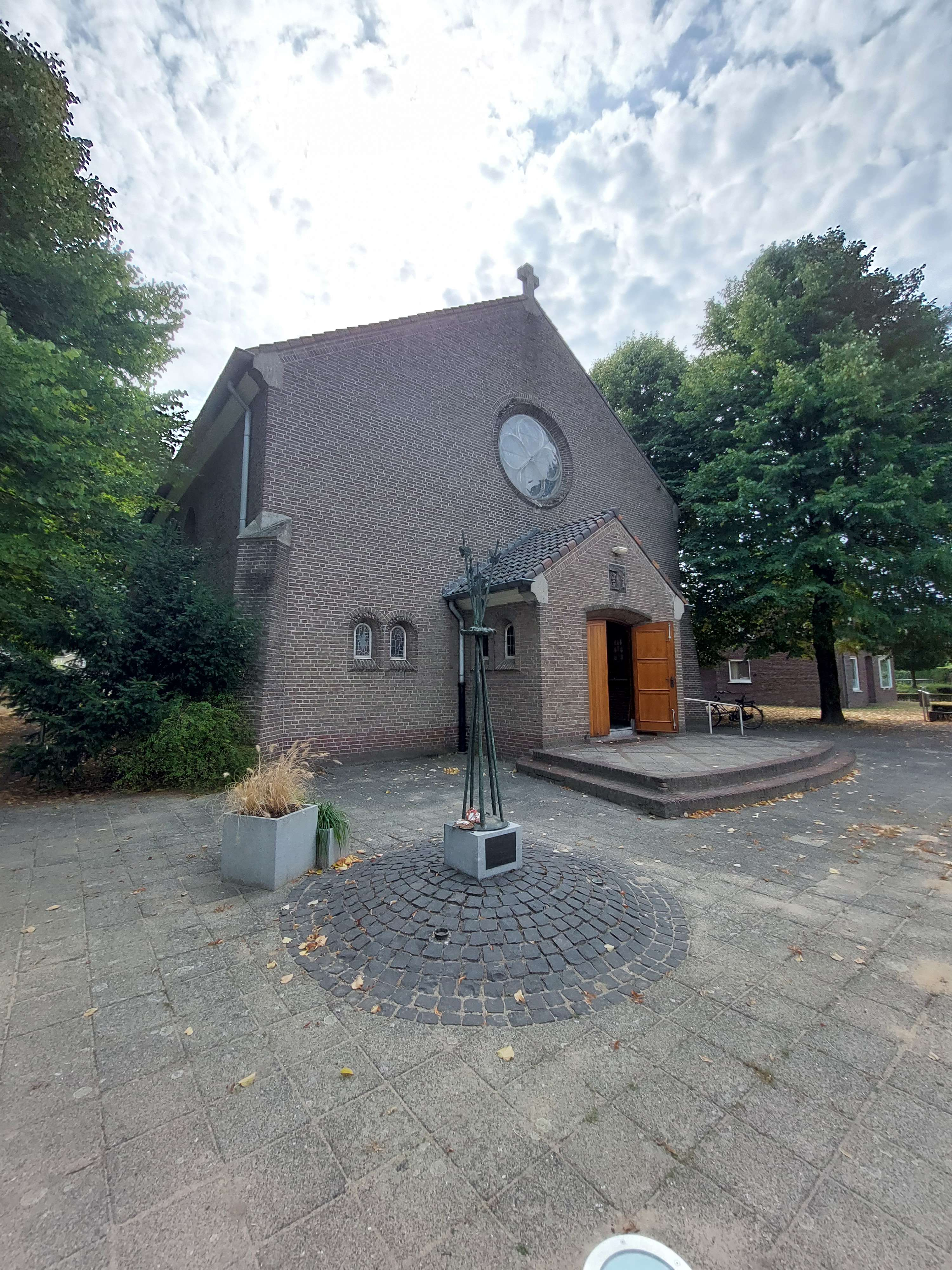
Sint-Isodoruskerk (Heibloem)

De Sint-Isidoruskerk is de parochiekerk van Heibloem, gelegen aan Pater van Donstraat 4, in de Nederlandse gemeente Leudal.

## Geschiedenis
De bewoners van Heibloem en omgeving bezochten vanouds de diensten in de Broederskerk van het klooster in het dorp. Toen het klooster in 1940 werd gevorderd door de Duitse bezetter, moesten de Missen in een beugelbaan worden opgedragen. Na de Tweede Wereldoorlog hadden de Broeders plannen om hun internaat uit te breiden, en werd een rectoraat opgericht om in de bouw van een eigen kerkgebouw en dorpsschool te voorzien. Als architect werd Pierre Weegels aangezocht. Deze ontwierp een kerk die op de Sint-Isidoruskerk van Haler leek. Daarvan werd echter enkel het schip gerealiseerd. In 1952 werd de kerk ingewijd.
Toen de bevolking van Heibloem toenam werden in 1962 plannen ontvouwd om de kerk met een transept en een koor uit te breiden. Deze plannen werden niet uitgevoerd, omdat de bevolkingsgroei achterbleef bij de verwachting. In 1977 werd niettemin het rectoraat verheven tot parochie.

## Gebouw
Het betreft een bakstenen zaalkerk onder zadeldak. Boven het ingangsportaal is een reliëf aangebracht dat een knielende Isidorus voorstelt, terwijl een engel het land ploegt (Isidorus is beschermheilige van de boeren). Ook bevindt zich een roosvenster boven het ingangsportaal.
Aan de koorzijde bevindt zich een bakstenen klokkentoren onder zadeldak, die alleen aan de buitenzijde beklommen kan worden.